# Дом-музей Лопе де Веги
Дом-музей Лопе де Вега (исп. Casa-Museo de Lope de Vega) — мемориальный дом-музей знаменитого писателя Лопе де Веги (1562—1635), находится в Мадриде на улице Сервантеса, 11.

## История
Здание музея, представляющее собой типичный мадридский жилой дом XVI века, построено примерно в 1578 году. В этом доме Лопе де Вега жил последние двадцать пять лет своей жизни. Писатель купил дом в 1610 году за 9000 реалов и прожил в нём со своей второй женой, Хуаной Гуардо, до своей смерти в 1635 году. Дом был унаследован сначала дочерью, а затем внуком писателя, который продал здание в 1674 году. В 1929 году владелица дома Антония Гарсия де Кабрехо открыла в нём фонд для обучения девочек-сирот плетению кружев. В 1931 году здание перешло Королевской академии испанского языка, её нынешнему владельцу, которая открыла в нём в дом-музей Лопе де Веги.
Дом-музей был открыт после реставрации здания в 1935 году, по случаю 300-летия со дня смерти писателя, и объявлен национальным памятником. В период с 1973 по 1975 годы была проведена новая реставрация, которую осуществил архитектор Фернандо Чуэка Гойтия. Гойтия перестроил помещения дома, включая рабочий кабинет, зал для приема гостей, столовую, кухню и спальни поэта и его дочерей на первом этаже, а на втором — гостевые комнаты и комнаты прислуги. Также был восстановлен внутренний сад, который Лопе де Вега любил и часто упоминал его в своих сочинениях.
В фонд музея были переданы некоторые предметы, принадлежавшие писателю и хранившиеся в мадридском монастыре тринитариев, где исповедовалась его дочь. В экспозиции музея есть несколько картин, предоставленных музеем Прадо, а мебель XVII века предоставлена Фондом Гарсии Кабрехо.
Третья реставрация здания была проведена в период между 1990 и 1992 годами.

## Посещение
Посещение музея — в составе организованных групп (максимум 15 человек) по предварительной заявке по телефону или электронной почте. Экскурсии проходят каждые полчаса и длятся примерно 35 минут. Начало последней экскурсии в 17:00. Экскурсии проводятся на испанском, английском, итальянском и французском языках. В 2014 году музей посетило 63 913 человек.